# 61 f.Kr.

## Händelser

### Efter plats

#### Romerska republiken
- 29 september – Pompeius firar sin tredje triumf över segrar över pirater och för att ha fått slut på det tredje mithridatiska kriget.
- Julius Caesar tar över befälet i Spanien.

## Födda
- Ptolemaios XIII, farao av Egypten (född detta eller nästa år)

## Avlidna
- Quintus Lutatius Catulus, romersk politiker